# Staurogyne lanceolata
Staurogyne lanceolata är en akantusväxtart som först beskrevs av Bi., och fick sitt nu gällande namn av O. Kuntze. Staurogyne lanceolata ingår i släktet Staurogyne och familjen akantusväxter. Utöver nominatformen finns också underarten S. l. scabridula.